# Atarfe
Atarfe è un comune spagnolo di 11 151 abitanti situato nella comunità autonoma dell'Andalusia.